# Yberg
De Yberg, ook Iberg, is een berg in de deelstaat Baden-Württemberg, Duitsland. De berg heeft een hoogte van 514 meter en is gelegen in het Zwarte Woud.